# تحقيق المحكمة الجنائية الدولية في كينيا
تحقيق المحكمة الجنائية الدولية في كينيا كان تحقيقًا من قبل المحكمة الجنائية الدولية في المسؤولية عن أعمال العنف التي أعقبت الانتخابات في الفترة 2007-2008 في كينيا، والتي أعقبت أزمة 2007-2008 الانتخابات الرئاسية التي أجريت في 27 ديسمبر 2007. أعلنت مفوضية الانتخابات الكينية رسميًا إعادة انتخاب الرئيس مواي كيباكي، لكن أنصار مرشح المعارضة رايلا أودينجا اتهموا الحكومة بتزوير الانتخابات ورفضوا النتائج. وتلت ذلك سلسلة من الاحتجاجات والمظاهرات، وأدى القتال بشكل رئيسي على أسس قبلية إلى مقتل ما يقدر بنحو 1200 شخص وتشريد أكثر من 500.000 شخص داخليًا.
بعد محاولات فاشلة لإجراء تحقيق جنائي مع الجناة الرئيسيين في كينيا تمت إحالة القضية إلى المحكمة الجنائية الدولية في لاهاي. في عام 2010 أعلن المدعي العام للمحكمة الجنائية الدولية لويس مورينو أوكامبو أنه يسعى للحصول على استدعاءات لستة أشخاص: نائب رئيس الوزراء أوهورو كينياتا ووزير التصنيع هنري كوسجي ووزير التعليم ويليام روتو وسكرتير مجلس الوزراء فرانسيس موثورا والمدير الإذاعي جوشوا أراب سانغ والمفوض في الشرطة سابقًا المفوض محمد حسين علي. وجهت الدائرة التمهيدية الثانية بالمحكمة الجنائية الدولية في 8 مارس 2011 لوائح اتهام للمشتبه بهم الستة المعروفين باسم «أوكامبو الستة» بتهم ارتكاب جرائم ضد الإنسانية، وتم استدعاؤهم للمثول أمام المحكمة.
في 23 يناير 2012 أكدت الدائرة التمهيدية الثانية التهم الموجهة إلى كينياتا وموثورا وسانغ وروتو ورفضت التهم الموجهة ضد كوسجي وعلي. وسحب الادعاء التهم الموجهة إلى فرانسيس موثاورا وأوهورو كينياتا فيما بعد. بدأت محاكمة ويليام روتو وجوشوا أراب في 10 سبتمبر 2013، وانتهت في 5 أبريل 2016 برفض التهم. أثناء التحقيق اتهم المدعي العام للمحكمة الجنائية الدولية أيضًا والتر باراسا وبول جيشيرو وفيليب بيت بارتكاب جرائم ضد إدارة العدالة.